# Заедно по принуда
Заедно по принуда (на английски: Blended) е американски филм от 2014 г. на режисьора Франк Корачи. Това е третата романтична комедия с Адам Сандлър и Дрю Баримор в главните роли след „Сватбеният певец“ (също режисиран от Франк Корачи) и „50 първи срещи“.

## Сюжет
След катастрофалната им първа среща, самотните родители Лорън (Дрю Баримор) и Джим (Адам Сандлър) се разделят с общо мнение само по един въпрос: че никога не искат да се видят отново. Но когато всеки от тях по отделно се записва за страхотна семейна почивка с децата си, им се налага да споделят общ апартамент в луксозен африкански сафари курорт за цяла седмица. И тогава се оказва, че първоначалното впечатление често е погрешно...

## Актьорски състав
| Актьор               | Роля             |
| -------------------- | ---------------- |
| Адам Сандлър         | Джим Фридман     |
| Дрю Баримор          | Лорън Рейнълдс   |
| Бела Торн            | Хилари Фридман   |
| Ема Фурман           | Еспн Фридман     |
| Бракстън Бекъм       | Брендан Рейнълдс |
| Аливия Алин Линд     | Лу Фридман       |
| Кайл Ред Силвърстайн | Тайлър Рейнълдс  |
| Шакил О'Нийл         | Дъг              |
| Тери Крюз            |                  |
| Абдулаи Н'Гом        | Мфана            |
| Джоел Макхейл        | Марк             |
| Уенди Маклендън-Кови | Джен             |
| Кевин Нийлън         | Еди              |
| Джесика Лоу          | Джинджър         |
| Зак Хенри            | Джейк            |
| Дан Патрик           | Дик              |